# Kukrit Pramoj
Thiếu tướng Mom Rajawongse (M.R.) Kukrit Pramoj tiếng Thái: หม่อมราชวงศ์คึกฤทธิ์ ปราโมช; RTGS: Khuek-rit Pramot (20 tháng 4 năm 1911 - 9 tháng 10 năm 1995) là một chính trị gia và học giả Thái Lan. Ông là chủ tịch Hạ nghị viện Thái Lan 1973-1974 và là thủ tướng thứ 13 của Thái Lan, giữ chức vụ từ năm 1975 đến năm 1976. Ông là cháu nội của vua Rama II. Ông được mô tả trong bộ phim The Ugly American của Marlon Brando năm 1963 với tư cách là thủ tướng của quốc gia hư cấu "Sarkhan".

## Tiểu sử
Ông sinh ngày 20 tháng 4 năm 1911 tại tỉnh Sing Buri trong gia đình quý tộc có nguồn gốc từ Trung Quốc. Ông là con trai của hoàng tử Khamrob và Daeng (Bunnag), và có anh trai là M.R. Seni Pramoj. Trong khi bà nội của ông, Ampha, là người gốc Hoa và là một người phối ngẫu của Rama II. Ông đã từng là một nhân vật trong cuộc chiến Pháp-Thái vào năm 1940. Giống như nhiều người Thái thuộc tầng lớp thượng lưu của thế hệ ông, cha mẹ ông đã gửi ông và anh chị em của ông đến các trường nội trú ở Anh, trong đó có Trent College. Ông đã hoàn thành bằng cử nhân Triết học, Chính trị, và Kinh tế (PPE) từ Trường Cao đẳng Hoàng tử, Đại học Oxford.
Khi trở lại Thái Lan, công việc đầu tiên của ông là trong lĩnh vực ngân hàng; Nhưng sự trở lại của ông là sự làm chủ của ông về nhiều hình thức nghệ thuật, bao gồm cả chính trị và báo chí. Bị hoãn lại bởi vai diễn của Hollywood trong bộ phim "Mongkut" năm 1946, Anna và vua Xiêm La, dựa trên cuốn tiểu thuyết tiểu thuyết nửa kít tên Kukrit và anh trai, Seni Pramoj, đã viết vương quốc Xiêm phát biểu vào năm 1948. Họ gửi bản thảo của mình cho nhà chính trị Mỹ và nhà ngoại giao trụ trì những người thấp kém Người đã thu hút nó vì tiểu sử của ông với cái tên Mongkut là vua của Xiêm (ISBN 974-8298-12-4) Và năm 1961, đã tặng bản thảo Pramoj cho Bộ sưu tập Đông Nam Á, Phòng Châu Á, Thư viện Quốc hội. Ông đã viết cho Siam Rath (tiếng Thái: สยามรัฐ Vương quốc Xiêm), tờ báo mà ông thành lập.
Như một phương tiện để cho thấy cách xã hội Thái Lan đã được điều chỉnh để sống trong xã hội hiện đại, vào năm 1953 Kukrit bắt đầu một loạt các câu chuyện về cuộc đời và thời của hư cấu Mae Ploy (tiếng Thái: แม่พลอย) Người như một cô gái trẻ bước vào phục vụ một công chúa của Hoàng gia Rama V, và chết cùng ngày với Rama VIII. Câu chuyện này là một trong rất nhiều bài báo đã được xuất bản trên tờ Siam Rat của Kukrit. Cảm giác châm biếm của ông và cảm giác hài hước độc đáo đã đưa ra một cái nhìn sâu sắc về thời đại Kukrit đã ghi chép. Là một học giả, ông cũng đã viết nhiều tác phẩm hư cấu khác nhau, từ lịch sử và tôn giáo đến chiêm tinh học. Đáng chú ý nhất là sử thi của ông và nhiều truyện ngắn miêu tả các khía cạnh khác nhau của cuộc sống và ghi lại lịch sử đương đại. Nhiều cuộc đời của ông (หลายชีวิต Lai Chiwit) Cũng đã được dịch sang tiếng Anh. Ông là một nhà lãnh đạo hàng đầu về văn hoá Thái Lan truyền thống và có nhiều mối quan tâm đa dạng từ điệu nhảy cổ điển của Thái Lan đến văn chương. Nổi tiếng với các tác phẩm văn học của ông, ông được mệnh danh là một nghệ sĩ của Thái Lan về văn học năm 1985, năm khai mạc danh dự. Và ông đã nhận được giải thưởng đặc biệt của Giải thưởng Văn hoá Châu Á Fukuoka vào năm 1990, năm đầu tiên cho giải thưởng. Tác phẩm của ông bao gồm nhiều chủ đề từ hài hước đến kịch. Ông cũng được biết đến như là một người trung thành kiên định và phục vụ chế độ quân chủ trong suốt cuộc đời ông. Ông được coi là một trong những nhà chính trị lớn của Thái Lan. Ngôi nhà cũ của ông hiện nay là một viện bảo tàng di sản được bảo tồn; Tôn vinh cuộc sống và truyền thống Thái Lan.
Ông đã kết hôn với Mom Rajawongse Pakpring Thongyai với người mà ông đã có hai con, một con trai và con gái. Ông mất ngày 9 tháng 10 năm 1995.

## Thành tựu
- Ông thành lập Đảng hành động xã hội bảo thủ
- Mom Rajawongse Kukrit thành lập Đảng Tiến bộ vào năm 1946 và được bầu vào Quốc hội sau Thế chiến II[7]
- Xuất hiện trên màn ảnh với Marlon Brando trong bộ phim The Ugly American (1963), trong đó ông chơi Thủ tướng Kwen Sai và nói cả tiếng Thái và tiếng Anh.
- Là Thủ tướng Chính phủ, đã thiết lập quan hệ ngoại giao với Trung Quốc năm 1975 và giám sát việc rút quân Mỹ khỏi Thái Lan sau chiến tranh Việt Nam.
- Tên nghệ sĩ quốc gia về Văn học 1985.
- Nhận giải Văn hoá Châu Á Fukuoka năm 1990.
- Thành lập Khon Thammasat Troupe tại Đại học Thammasat, Khonbeing là bộ phim truyền hình cao cấp nhất trong nghệ thuật kịch nghệ cổ điển của Thái Lan.

### Sự nghiệp diễn xuất
Khi George Englund quyết định sử dụng Thái Lan làm địa điểm cho quốc gia hư cấu miêu tả trong bộ phim The Ugly American, Kukrit được bổ nhiệm làm cố vấn văn hoá để đảm bảo bộ phim đã mô tả chính xác chế độ quân chủ trong một quốc gia Phật giáo. Englund đã gặp khó khăn khi chỉ huy phần của Thủ tướng Chính phủ, nhưng ông đã rất ấn tượng với sự tinh tế về văn hoá của Kukrit và sự thành thạo về tiếng Anh mà ông đề nghị với ông, "Tôi không thể nghĩ ra bất cứ ai có thể chơi nó tốt hơn". Kukrit thừa nhận, theo Englund, "Tất cả chúng tôi đều là diễn viên, và tôi nghĩ rằng bạn nói đúng là tôi có thể chơi nó tốt hơn bất cứ ai." Có lẽ vì lý do này, sau khi ông trở thành Thủ tướng Chính phủ thực sự của Thái Lan vào năm 1975, từ "Sarkhan" đã nhập vào tiếng Thái như là biệt hiệu của Thái Lan, thường có một chút tự giảm giá hoặc chế nhạo.

## M.R. Kukrit di sản Trang chủ
Nhà của ông M.R. Kukrit đã xây dựng cho riêng mình tại Băng cốc đã được Sở Nghệ thuật đăng ký là "Nhà của một người quan trọng". Nó mở cửa cho công chúng vào các ngày thứ bảy, chủ nhật và các ngày lễ chính thức của Thái Lan từ 10 giờ đến 5 giờ chiều. Nằm trên diện tích 2 hecta (8,100 m2) được bao quanh bởi các khu vườn kiểng, ngôi nhà là một khái niệm tương tự như ngôi Nhà Jim Thompson ở Bangkok. Năm ngôi nhà nhỏ của Thái Lan đã được tháo dỡ và lắp ráp tại hiện trường để làm một ngôi nhà. Ngôi nhà được làm đầy với đồ tạo tác và sách do chủ nhà thu. Bổ sung vào ngôi nhà ban đầu bao gồm điều hòa không khí, phòng tắm hiện đại và thang máy đã được lắp đặt khi người chủ trở nên quá yếu để leo lên và xuống cầu thang. Khu di sản Kukrit Heritage Home M.R. nằm ở số 19 Soi Phra Pinit, đường South Sathorn, quận Sathon, Bangkok 10120. Điện thoại. +66 (0) 2 286 8185. Trạm BTS Skytrain gần nhất là Chong Nonsi. Hướng dẫn nói tiếng Anh có sẵn để hiển thị cho du khách xung quanh. Nhiếp ảnh không được phép trong nhà. Lệ phí đầu vào là 50 cho người lớn và 20 đô la cho trẻ em và sinh viên.

## Tác phẩm văn học

### Sự nghiệp văn học
Kukrit Pramoj có lẽ được biết đến nhiều nhất ở Thái Lan về tác phẩm văn học của ông, đặc biệt là tiểu thuyết Four Reigns của ông, được xuất bản như một bản nối tiếp trong tờ báo Siam Rat vào năm 1950. Bốn tỉnh Reigns kể câu chuyện về "Mae Ploi", một cô gái trẻ lớn lên Trong triều đình Ching Chulalongkorn (Rama V), nơi bà tham gia một trong những công chúa. Kukrit mở rộng câu chuyện của cô sau cuộc hôn nhân của mình trong thời trị vì của Rama VI, và trong quá trình kể câu chuyện của Thái Lan giữa thế kỷ XX qua mắt Mae Ploi. Câu chuyện bao gồm các triều đại của bốn vị vua của triều đại Chakri (do đó là danh hiệu "Tứ đại cai trị"), và Cách mạng năm 1932 chống lại chế độ quân chủ tuyệt đối. Four Reigns được Tulachandra dịch sang tiếng Anh. Phiên bản tiếng Thái của Four Reignscontinues nổi tiếng với người Thái trong thế kỷ 21 vì nó đã được sử dụng trong các trường học ở Thái Lan, và đã được sản xuất như một bộ phim nổi tiếng.
Chỉ có hai cuốn tiểu thuyết khác của Kukrit, nhiều cuộc đời, và tre trúc đỏ được dịch sang tiếng Anh. Ngoài ra, còn có sự tổng kết các bài viết bằng tiếng Anh của Kukrit trong các cuộc phỏng vấn, M. R. Kukrit Pramoj, Sứ mệnh và Trí tuệ của ông, biên soạn bởi Vilas Manivat, và do Steve Van Beek biên tập. Tuy nhiên, các bài viết của Kukrit trong tiếng Thái rất rộng, và bao gồm cả tiểu thuyết và phi hư cấu. Phần lớn các bài viết của Kukrit được xuất bản lần đầu tiên dưới dạng một trong hai cột hoặc các seri của Siam Rat. Các phần của bốn triều đại. Một số cuốn sách được in và sau đó chuyển thành sách. Một loạt các chủ đề đã được đề cập đến trong những cuốn sách này, bao gồm chính trị đương đại, tình yêu của Kukrit về chó, lịch sử Thái Lan, lịch sử Đông Nam Á, voi, lịch sử người Do Thái, và nhiều chủ đề khác.

### Tiểu thuyết
- Sam Kok Chabap Nai Thun (สามก๊กฉบับนายทุน; 1951) ISBN 974-9906-16-0
- Phai Daeng (ไผ่แดง; 1954) ISBN 974-9906-18-7
  - Dựa trên tiểu thuyết Giovanni Guareschi năm 1950 về Thế giới nhỏ của Don Camillo. Dịch sang tiếng Anh như tre đỏ vào năm 1961
- Su Si Thai Hao (ซูสีไทเฮา; 1957) ISBN 974-9906-15-2
- Jew (ยิว; 1967) ISBN 974-9906-22-5
- Four Reigns (สี่แผ่นดิน) ISBN 974-9906-20-9
  - Được dịch sang tiếng Anh như "Four Reigns" vào năm 1981 bởi Tulachandra; ISBN 974-7100-66-5
- Kawao Thi Bang Phleng (กาเหว่าที่บางเพลง; 1989) ISBN 974-9906-19-5
  - Dựa trên cuốn tiểu thuyết viễn tưởng của John Wyndham năm 1957 The Midwich Cuckoos. Được chuyển thể thành một bộ phim cùng tên vào năm 1994.
- Lai Chiwit (หลายชีวิต) ISBN 974-690-119-2
  - Đã dịch bằng tiếng Anh như  Many Lives  vào năm 1996; ISBN 974-7100-67-3
- Khun Chang Khun Phaen (ขุนช้างขุนแผน; 1989) ISBN 974-690-166-4
- Farang Sakdina (ฝรั่งศักดินา) ISBN 974-9906-23-3

### Vở kịch
- Rashomon (ราโชมอน) ISBN 974-9906-33-0
  - Based on Akira Kurosawa's 1950 crime mystery film of the same name.

### Thu thập truyện ngắn và tiểu luận
- Phuean Non (เพื่อนนอน; short stories, 1952) ISBN 974-9906-31-4
- Sapphehera Khadi (สัพเพเหระคดี) ISBN 974-92321-6-X

### Phi hư cấu
- Phama Sia Mueang (พม่าเสียเมือง; 1967) ISBN 974-9906-27-6, ISBN 974-690-030-7
- Huang Mahannop (ห้วงมหรรณพ; 1959) ISBN 974-690-060-9
- Chak Yipun (ฉากญี่ปุ่น; 1962) ISBN 974-9906-28-4
- Mueang Maya (เมืองมายา; 1965) ISBN 974-690-352-7
- Khon Rak Ma (คนรักหมา; 1967) ISBN 974-690-102-8
- Wai Run (วัยรุ่น; 1980) ISBN 974-9906-32-2
- Thammakhadi (ธรรมคดี; 1983) ISBN 974-9906-30-6
- Khrong Kraduk Nai Tu (โครงกระดูกในตู้) ISBN 974-690-131-1
- Chao Lok (เจ้าโลก) ISBN 974-9906-26-8
- Kritsadaphinihan An Bot Bang Mi Dai (กฤษฎาภินิหารอันบดบังมิได้) ISBN 974-690-189-3, ISBN 974-9906-35-7
- Chang Nai Chiwit Khong Phom (ช้างในชีวิตของผม) ISBN 974-690-514-7
- Phra Phutthasatsana Kap Khuekrit (พระพุทธศาสนากับคึกฤทธิ์) ISBN 974-93364-1-0
- Kho Khit Rueang Koet Kae Chep Tai (ข้อคิดเรื่อง เกิด แก่ เจ็บ ตาย) ISBN 974-690-382-9
- Songkhram Phio (สงครามผิว) ISBN 974-9906-25-X
- Thok Khamen (ถกเขมร) ISBN 974-690-105-2
- Banthoeng Roeng Rom (บันเทิงเริงรมย์) ISBN 974-9906-29-2
- Rueang Kham Khan (เรื่องขำขัน) ISBN 974-690-507-4
- Kep Lek Phasom Noi (เก็บเล็กผสมน้อย) ISBN 974-690-489-2
- Klai Rok (ไกลโรค) ISBN 974-690-479-5
- Khon Khong Lok (คนของโลก) ISBN 974-9906-24-1
- Chom Suan (ชมสวน) ISBN 974-9906-34-9
- Talat Nat (ตลาดนัด) ISBN 974-690-482-5
- Tham Haeng Ariya (ธรรมแห่งอริยะ) ISBN 974-690-473-6
- Nam Phrik (น้ำพริก) ISBN 974-690-483-3
- Beng Hek Phu Thuk Kluen Thang Pen (เบ้งเฮ็ก ผู้ถูกกลืนทั้งเป็น; 2001 [Revised]) ISBN 974-9906-17-9
- Arokhaya (อโรคยา) ISBN 974-690-335-7
- Sappha Sat (สรรพสัตว์) ISBN 974-690-444-2
- Khon Khong Lok (คนของโลก; 1967) ISBN 974-9906-24-1
- M. R. Kukrit Pramoj, Trí tuệ (Bài văn, Bài phát biểu, Các cuộc phỏng vấn) 1983. Biên soạn bởi Vilas Manivat, Biên soạn bởi Steve Van Beek. Ấn bản Duang Kamol. OCLC 10485390
- The King of Siam Speaks, Bởi Seni Pramoj và Kukrit Pramoj ISBN 974-8298-12-4

Most Thai were shocked by the portrayal of their revered nineteenth-century king, Mongkut, in the musical The King and I. The stage and screen versions were based on Margaret Landon's 1944 book entitled Anna and the King of Siam. To correct the record, well-known Thai intellectuals Seni and Kukrit Pramoj wrote this account in 1948. The Pramoj brothers sent their manuscript to the American politician and diplomat Abbot Low Moffat (1901-1996), who drew on it for his biography entitled Mongkut the King of Siam (1961) ISBN 974-8298-12-4. Moffat donated the Pramoj manuscript to the United States Library of Congress in 1961. (Southeast Asian Collection, Asian Division, Library of Congress)

### Bản dịch
- Jonathan Livingston Seagull by Richard Bach, translated as Jonathan Livingston Nang Nuan (จอนะธัน ลิวิงสตัน นางนวล; 1973)

## Honour

### Foreign honour
- Malaysia: Honorary Grand Commander of the Order of the Defender of the Realm (1975)[11]